# Czechosłowacka Nowa Fala
Czechosłowacka Nowa Fala (cz. československá nová vlna) – formacja artystyczna złożona z czechosłowackich reżyserów i scenarzystów filmowych, których debiuty przypadły na lata 60. XX wieku. Do najbardziej znanych osób zaliczających się do tej grupy należą między innymi Miloš Forman, Věra Chytilová, Ivan Passer, Jaroslav Papoušek, Pavel Juráček, Jiří Menzel, Jan Němec, Jaromil Jireš, Evald Schorm, Vojtěch Jasný. Za pierwsze dzieło czechosłowackiej Nowej Fali uchodzi film Słonko w sieci słowackiego reżysera Štefana Uhera z roku 1962. Charakterystyczne dla filmów z okresu Nowej Fali były długie, często improwizowane dialogi, czarny humor oraz zatrudnianie naturszczyków.
Początek czechosłowackiej Nowej Fali przypadł na okres, kiedy wyłonili się pierwsi studenci w praskiej szkole filmowej FAMU, Inspiracją dla nich była przede wszystkim francuska Nowa Fala, mieli też oni w dekadzie lat 60. większe możliwości ekspresji twórczej aniżeli filmowcy w poprzednim dziesięcioleciu. W ciągu paru lat debiutowało kilkoro wyraźnych osobistości w świecie czechosłowackiej kinematografii. Za koniec czechosłowackiej Nowej Fali przyjmuje się stłumienie Praskiej Wiosny przez wojska Układu Warszawskiego w 1968 roku oraz następujący potem okres „normalizacji”, w wyniku którego zaostrzono cenzurę i do 1989 roku zabroniono wyświetlać późne filmy nurtu (np. Skowronki na uwięzi Menzla).

## Filmy – wybór[a]
| Rok  | Tytuł                           | Reżyser              | Nagrody                                                                     |
| ---- | ------------------------------- | -------------------- | --------------------------------------------------------------------------- |
| 1963 | O czymś innym                   | Věra Chytilová       | Grand Prix (MFF w Mannheim)                                                 |
| 1963 | Gdy przychodzi kot              | Vojtech Jasný        | Nagroda Specjalna (MFF w Cannes)                                            |
| 1964 | Czarny Piotruś                  | Miloš Forman         | Grand Prix (MFF w Locarno)                                                  |
| 1964 | Odwaga na co dzień              | Evald Schorm         | Grand Prix (MFF w Locarno)                                                  |
| 1964 | Diamenty nocy                   | Jan Němec            | Grand Prix (MFF w Mannheim)                                                 |
| 1964 | Lemoniadowy Joe                 | Oldrich Lipský       | Srebrna Muszla (MFF w San Sebastián)                                        |
| 1965 | Miłość blondynki                | Miloš Forman         | Nominacja do Oscara dla najlepszego filmu nieanglojęzycznego                |
| 1965 | Intymne oświetlenie             | Ivan Passer          | Nagroda Specjalna (National Society of Film Critics)                        |
| 1965 | Sklep przy głównej ulicy        | Ján Kadár Elmar Klos | Oscar dla najlepszego filmu nieanglojęzycznego                              |
| 1965 | Ja, Julinka i koniec wojny      | Karel Kachyňa        | Nagroda FIPRESCI (MFF w Mar del Plata)                                      |
| 1966 | Każdy młody mężczyzna           | Pavel Jurácek        | Nagroda FIPRESCI (MFF w Karlowych Warach)                                   |
| 1967 | Małgorzata, córka Łazarza       | František Vláčil     | Specjalne wyróżnienie (MFF w Mar del Plata)                                 |
| 1967 | Pali się, moja panno            | Miloš Forman         | Nominacja do Oscara dla najlepszego filmu nieanglojęzycznego                |
| 1967 | Stokrotki                       | Věra Chytilová       | Najlepszy film („Cahiers du cinéma”)                                        |
| 1968 | Pociągi pod specjalnym nadzorem | Jiři Menzel          | Oscar dla najlepszego filmu nieanglojęzycznego, Grand Prix (MFF w Mannheim) |
| 1969 | Uroczystość żałobna             | Zdenek Sirový        | Nagroda Specjalna Jury (MFF w Montrealu, 1990)                              |
| 1969 | Żart                            | Jaromil Jireš        | Nagroda OCIC (MFF w San Sebastián)                                          |
| 1969 | Wszyscy dobrzy rodacy           | Vojtěch Jasný        | Nagroda za reżyserię (MFF w Cannes)                                         |
| 1970 | Skowronki na uwięzi             | Jiři Menzel          | Złoty Niedźwiedź, nagroda FIPRESCI (MFF w Berlinie, 1990)                   |

## Reżyserzy i pisarze

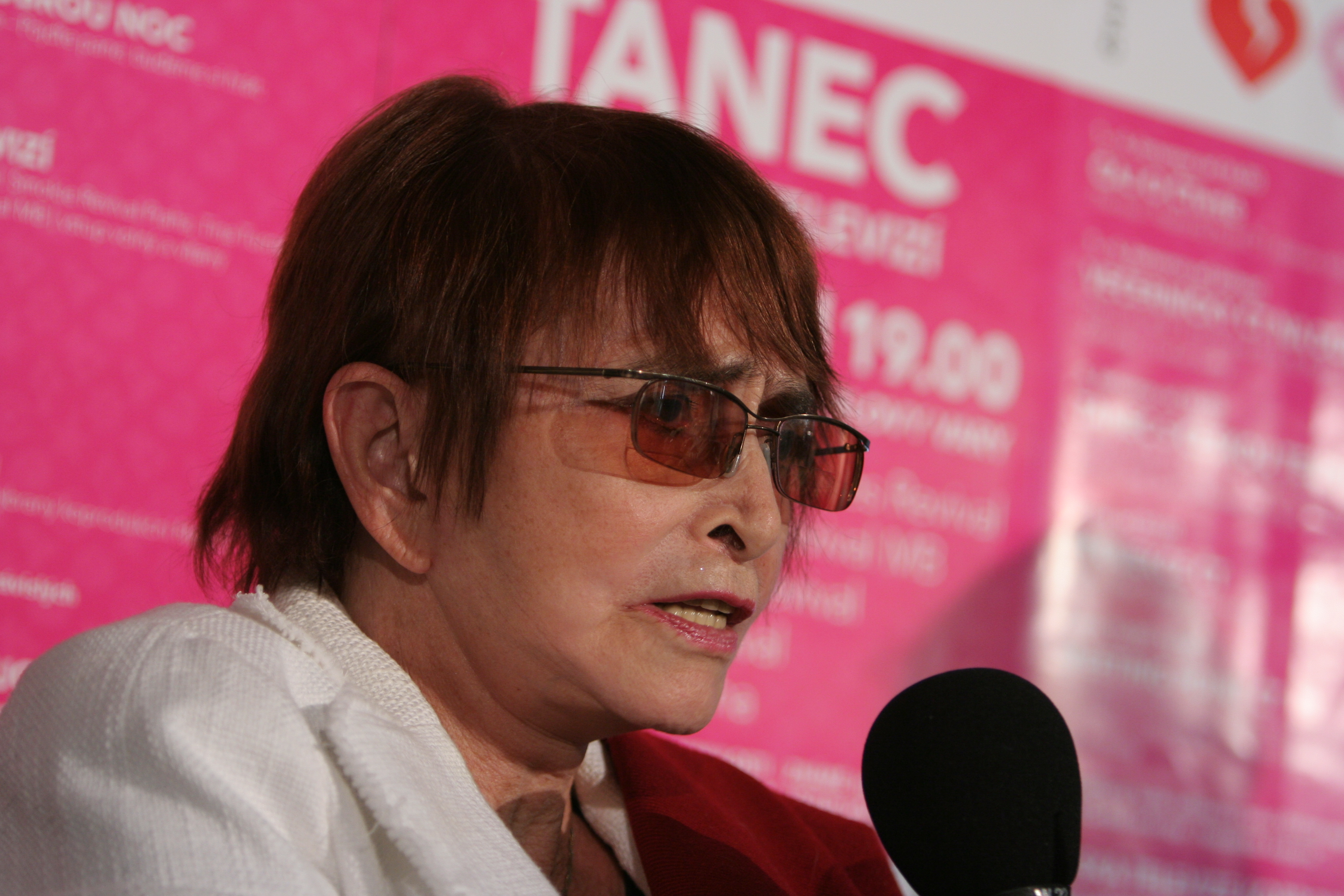
Věra Chytilová
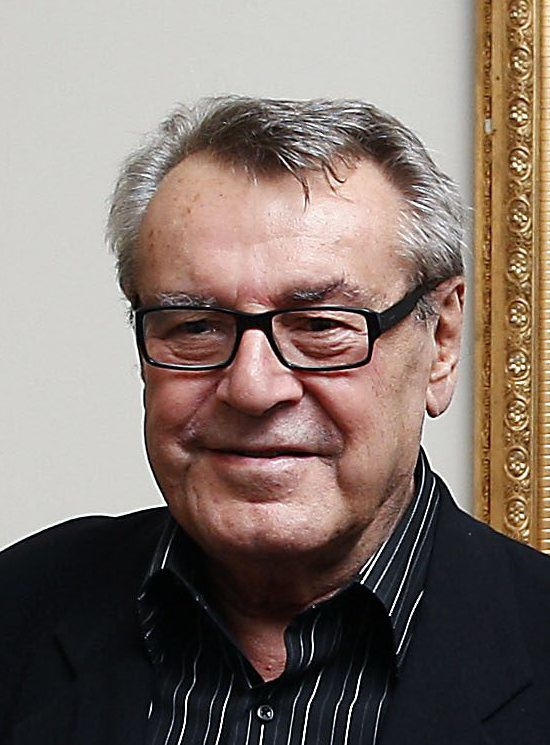
Miloš Forman
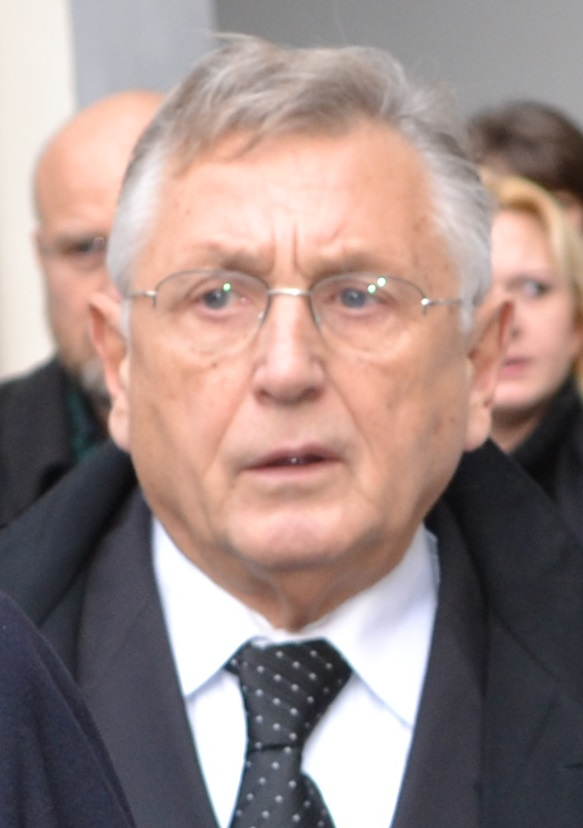
Jiří Menzel
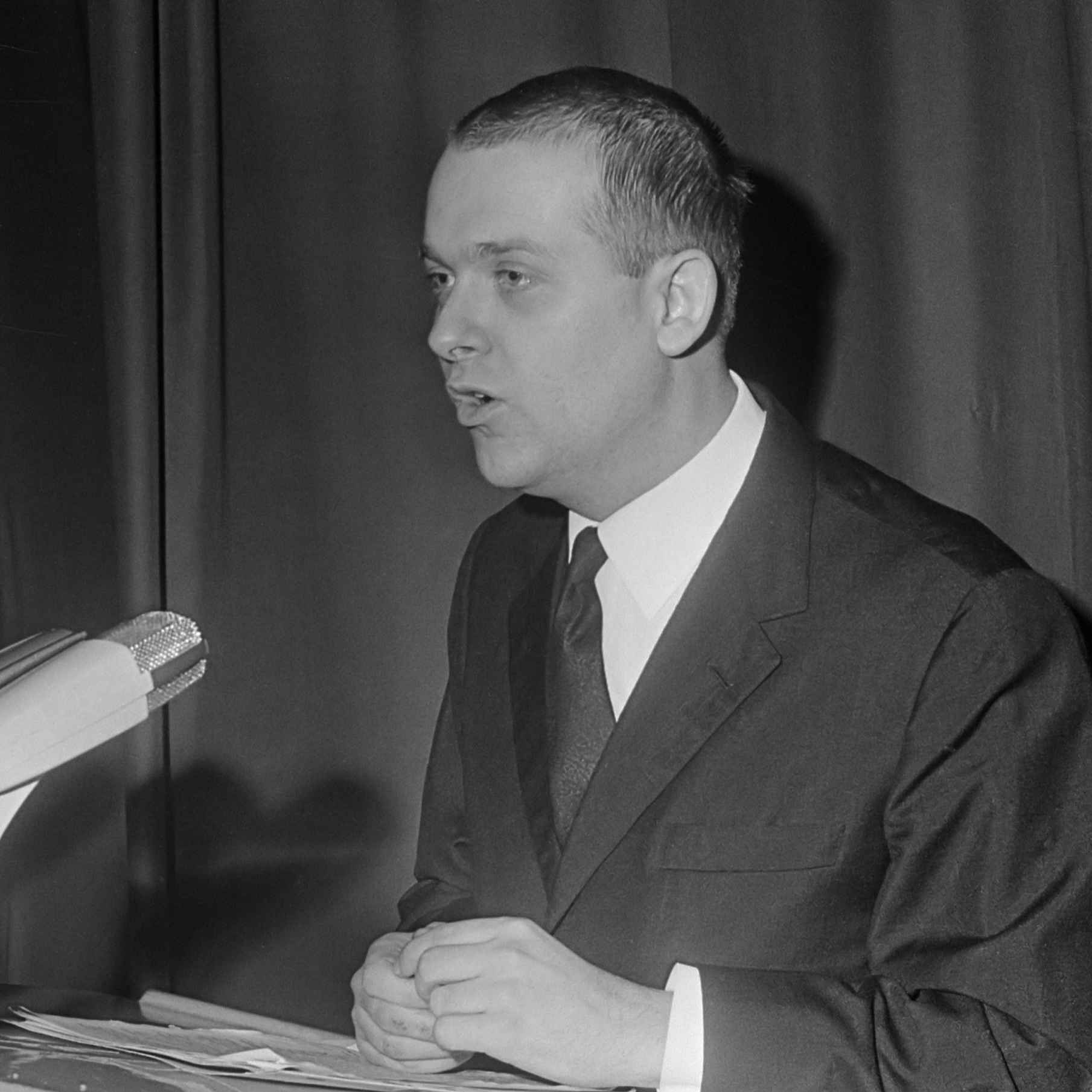
Jan Němec
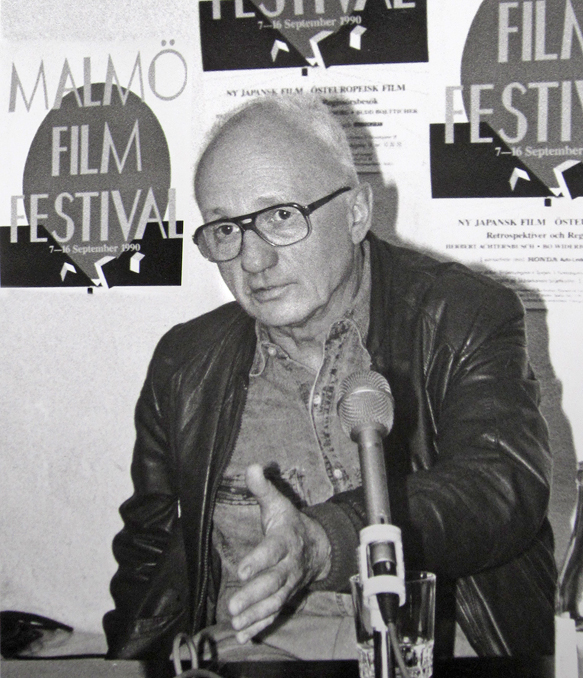
Karel Kachyňa
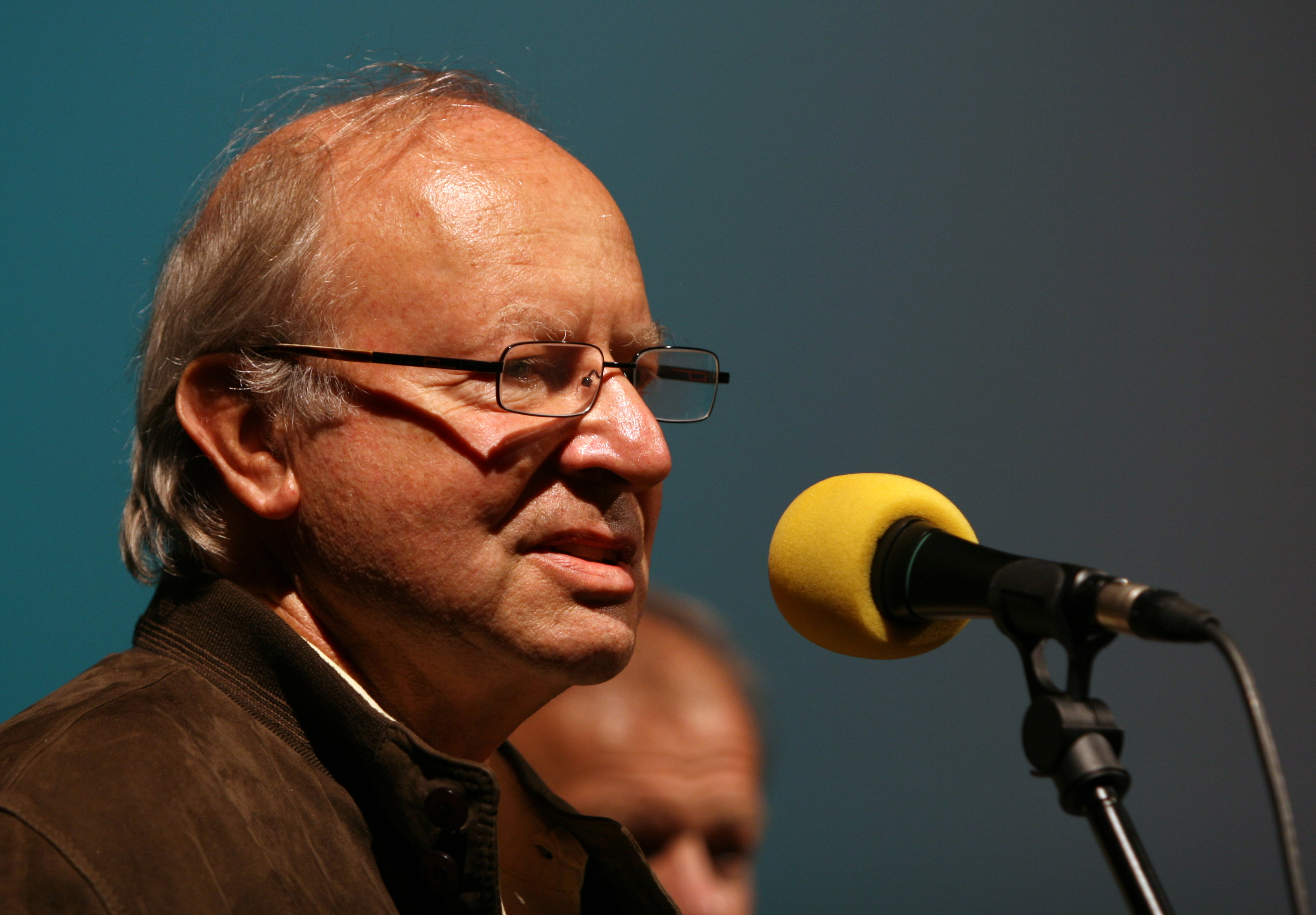
Ivan Passer
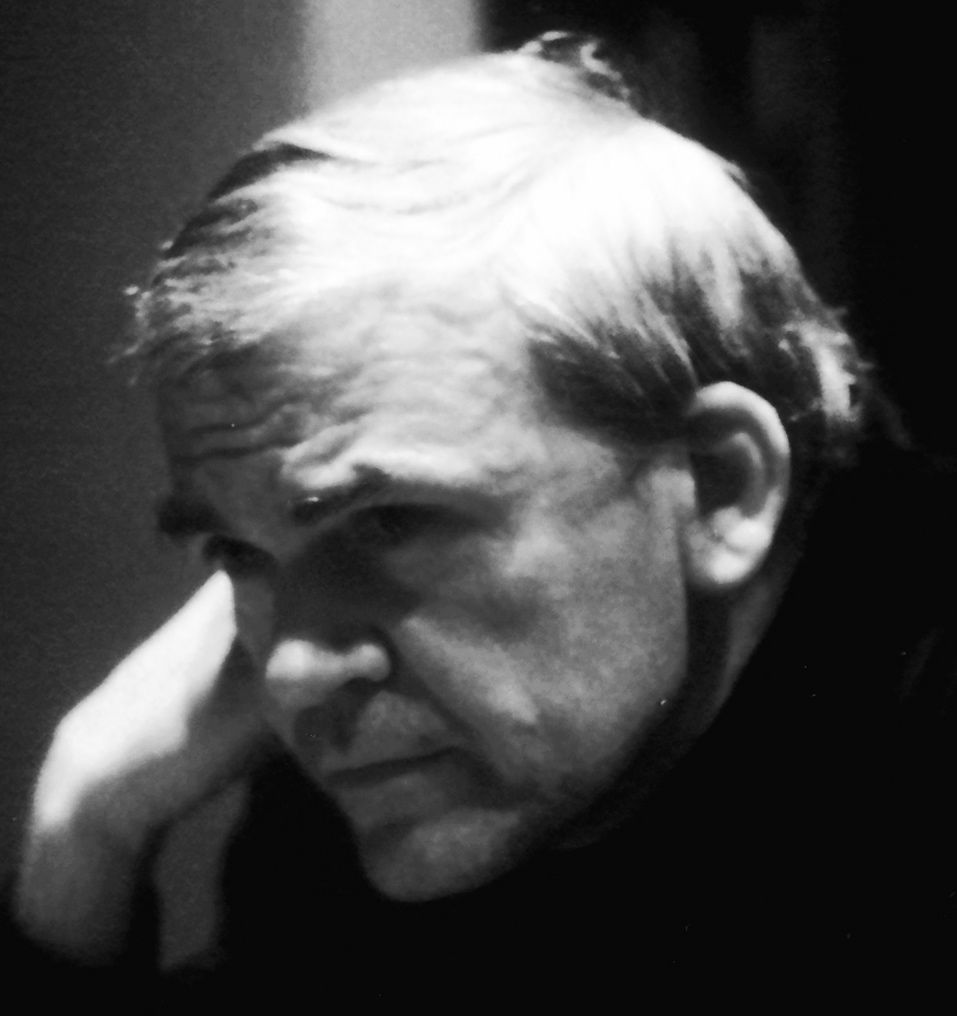
Milan Kundera